# (1869) Philoctète
Pour les articles homonymes, voir Philoctète (homonymie).
(1869) Philoctète ou (1869) Philoctetes est un astéroïde troyen de Jupiter. Il a été découvert le 24 septembre 1960 par les astronomes Cornelis van Houten, Ingrid van Houten-Groeneveld et Tom Gehrels à l'observatoire Palomar.

## Caractéristiques
Il partage son orbite avec Jupiter autour du Soleil au point de Lagrange L4, c'est-à-dire qu'il est situé à 60° en avance sur Jupiter.
Son nom fait référence à Philoctète le compagnon d'Héraclès.
Sa désignation provisoire était 4596 P-L.